# Schlosspark (Pokój)

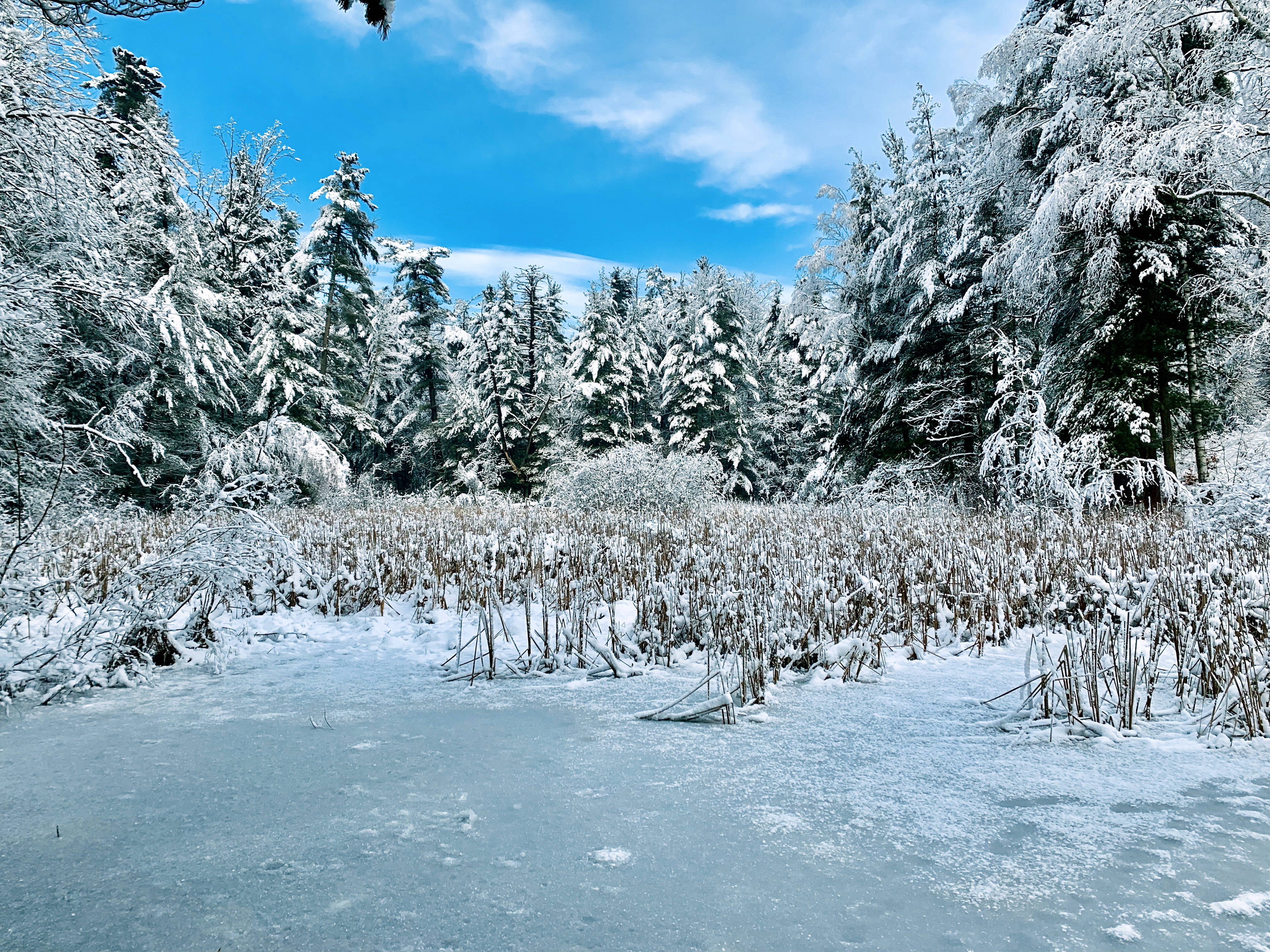
Parkansicht

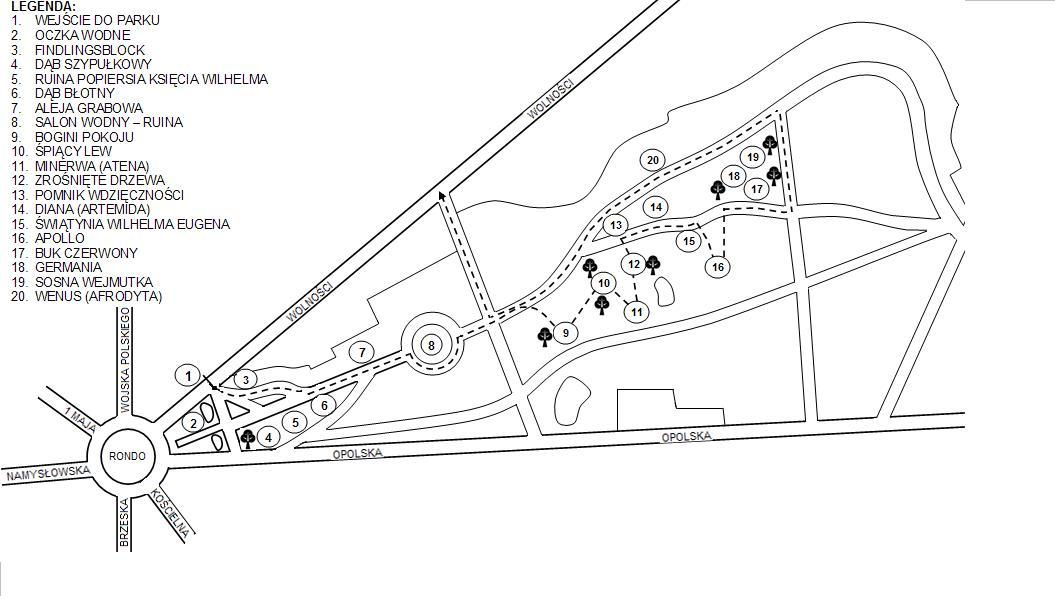
Parkplan

Der Schlosspark von Pokój (Bad Carlsruhe) ist ein Landschaftspark aus dem 18. Jahrhundert im Südosten des Ortes. Zunächst wurde dieser im Französischen Stil mit symmetrischen Formen angelegt (40 Hektar) und später im Englischen Stil erweitert. Insgesamt ist die Anlage 193 Hektar groß. Im Süden grenzt der Park an den Weinberg und eine Teichlandschaft.

## Geschichte
Das Anlegen des Schlossparks begann 1780 und wurde in den folgenden Jahrzehnten teils im Stil Englischer Gärten und Französischer Gärten gestaltet.
Im Laufe der Zeit wurde eine Vielzahl von Gebäuden im Park errichtet, welche bis 1945 verfallen sind. 1776 wurde das Schwedenschlösschen erbaut, das 1912 abbrannte.
Seit 2018 werden der Park und seine Denkmäler renoviert und wieder hergestellt. Dazu erhielt die Gemeinde 3,3 Millionen Złoty. In einem ersten Schritt sollen elf Skulpturen in ihrem ursprünglichen Aussehen wiederhergestellt werden.

## Bauwerke und Kunstwerke
Im Park befinden bzw. befanden sich zahlreiche Denkmale und Skulpturen, die zu einem großen Teil zerstört wurden. Dabei wurden sämtlichen Skulpturen der Kopf abgeschlagen bzw. Symbole und Inschriften entfernt. Einzelne Sehenswürdigkeiten im Park sind:
- Das Löwendenkmal
- Ein Findlingsblock, der der Herzogin Alexandrine Mathilde von Württemberg gewidmet wurde. Das Medaillon mit dem Porträt der Herzogin und die Inschrift „Die dankbaren Carlsruher“ wurden entfernt. Mittlerweile sind Medaillon und Inschriften im Original wiederhergestellt worden.
- Denkmal für Carl Maria von Weber, die Säule mit der Büste von Webers und die Tafel fehlen, der Frauenskulptur wurden der Arm mit Kranz und der Kopf abgeschlagen.
- Ruine.
- Mathilden-Tempel
- Siegesdenkmal, Adler fehlt.
- In einem sechs Meter breiten Teich befindet sich eine Insel mit einer künstlichen Ruine.[3]
- Der Erdmannstempel war ein Säulentempel, in dem eine Büste des 1903 verstorbenen Herzog Nicolaus von Württemberg stand.[4]

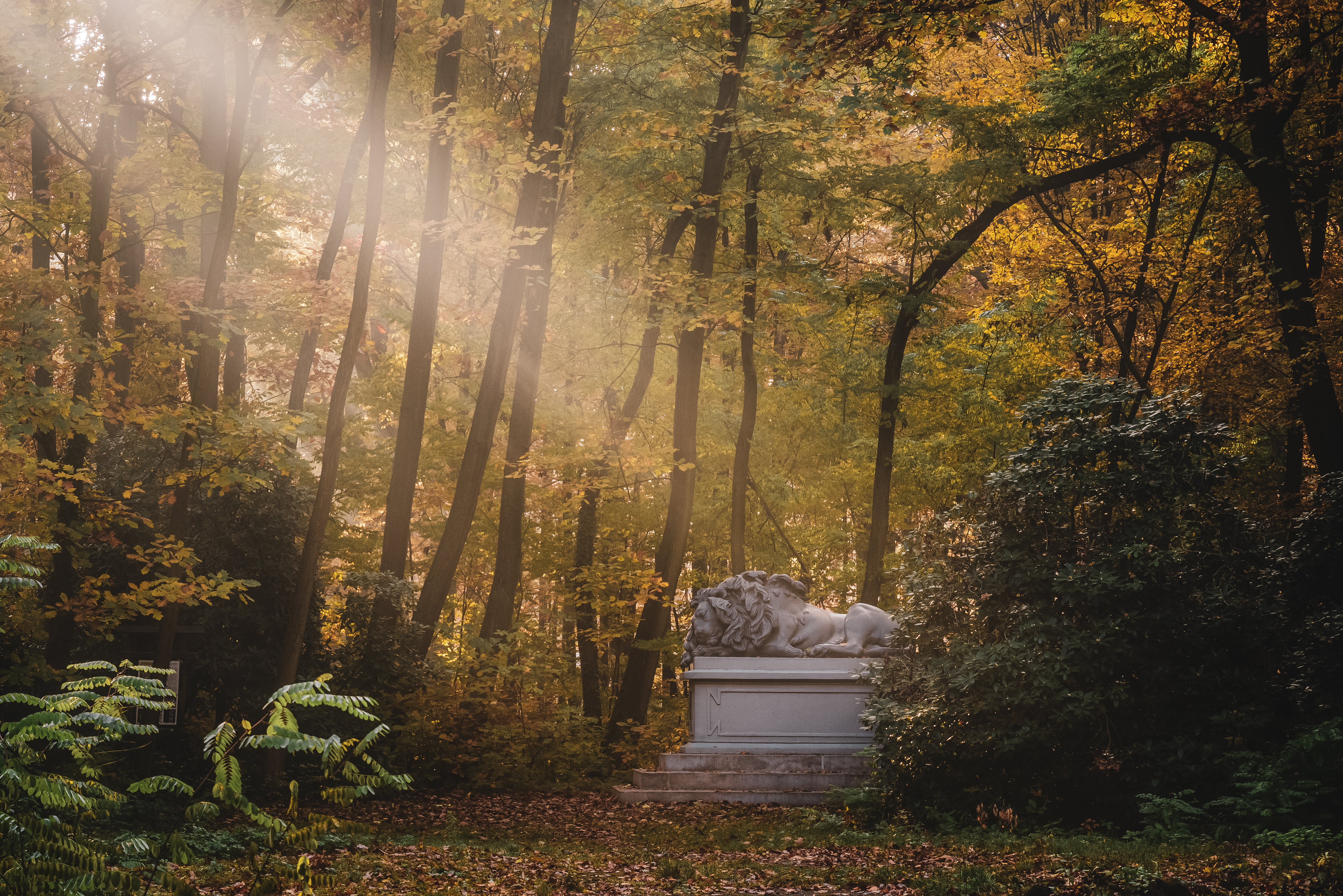
Das Löwendenkmal mit dem schlafenden Löwen (Parkplan Nr. 10)
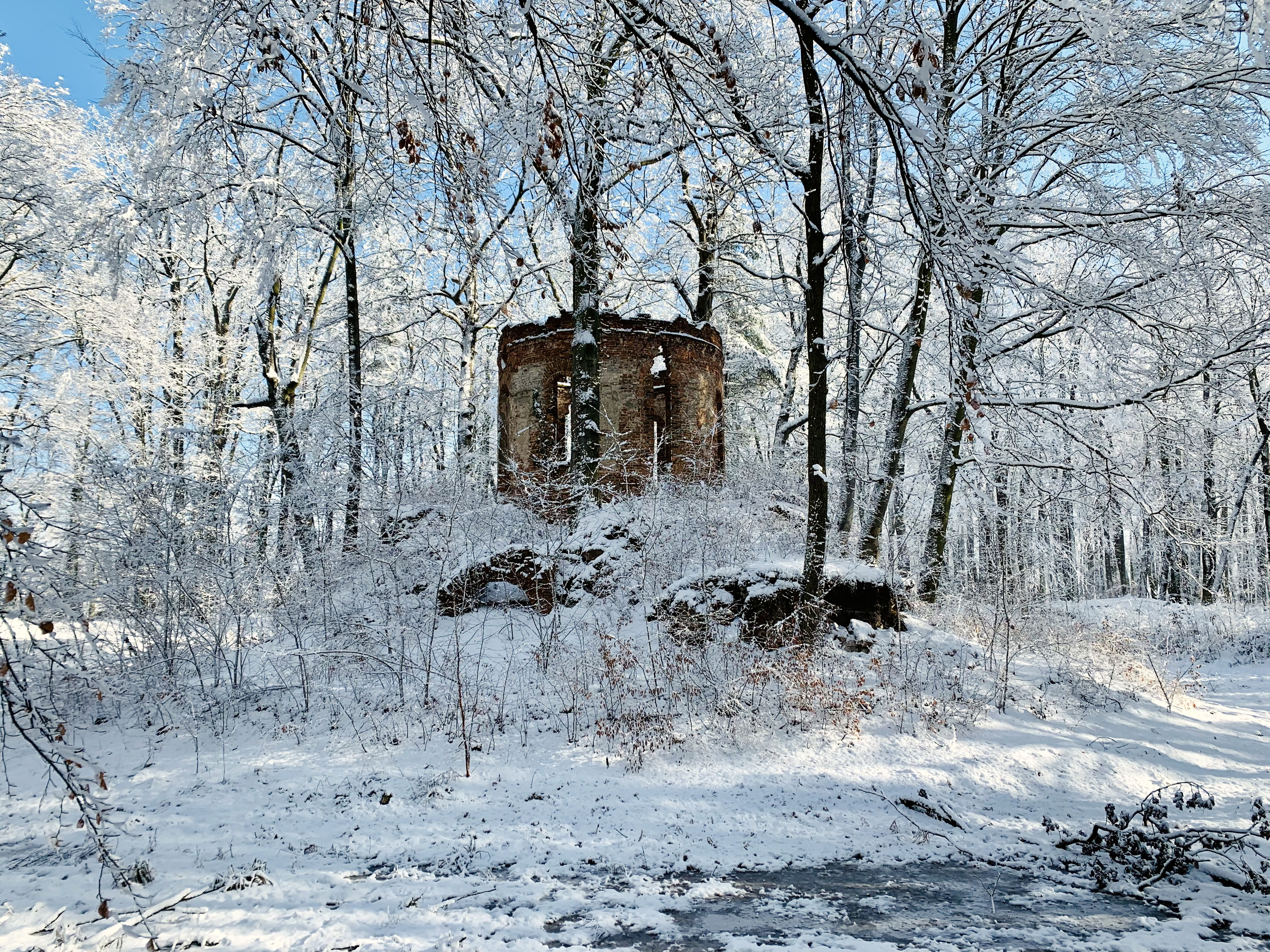
Künstliche Ruine (Parkplan Nr. 8)
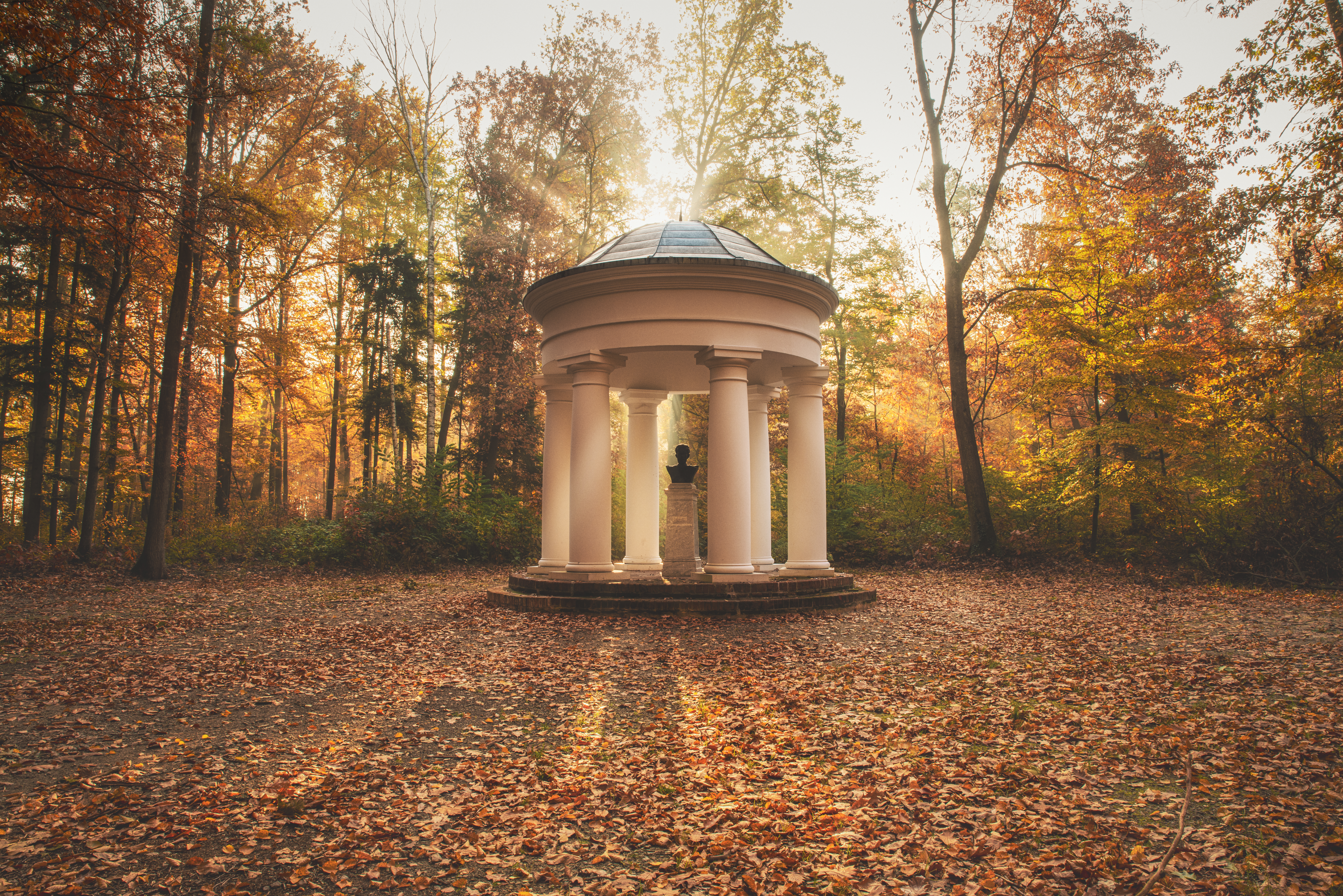
Tempel mit der Büste von Nikolaus von Württemberg benannt nach seiner Frau Herzogin Wilhelmine Eugenia (Parkplan Nr. 15)